# Franz Lichtblau

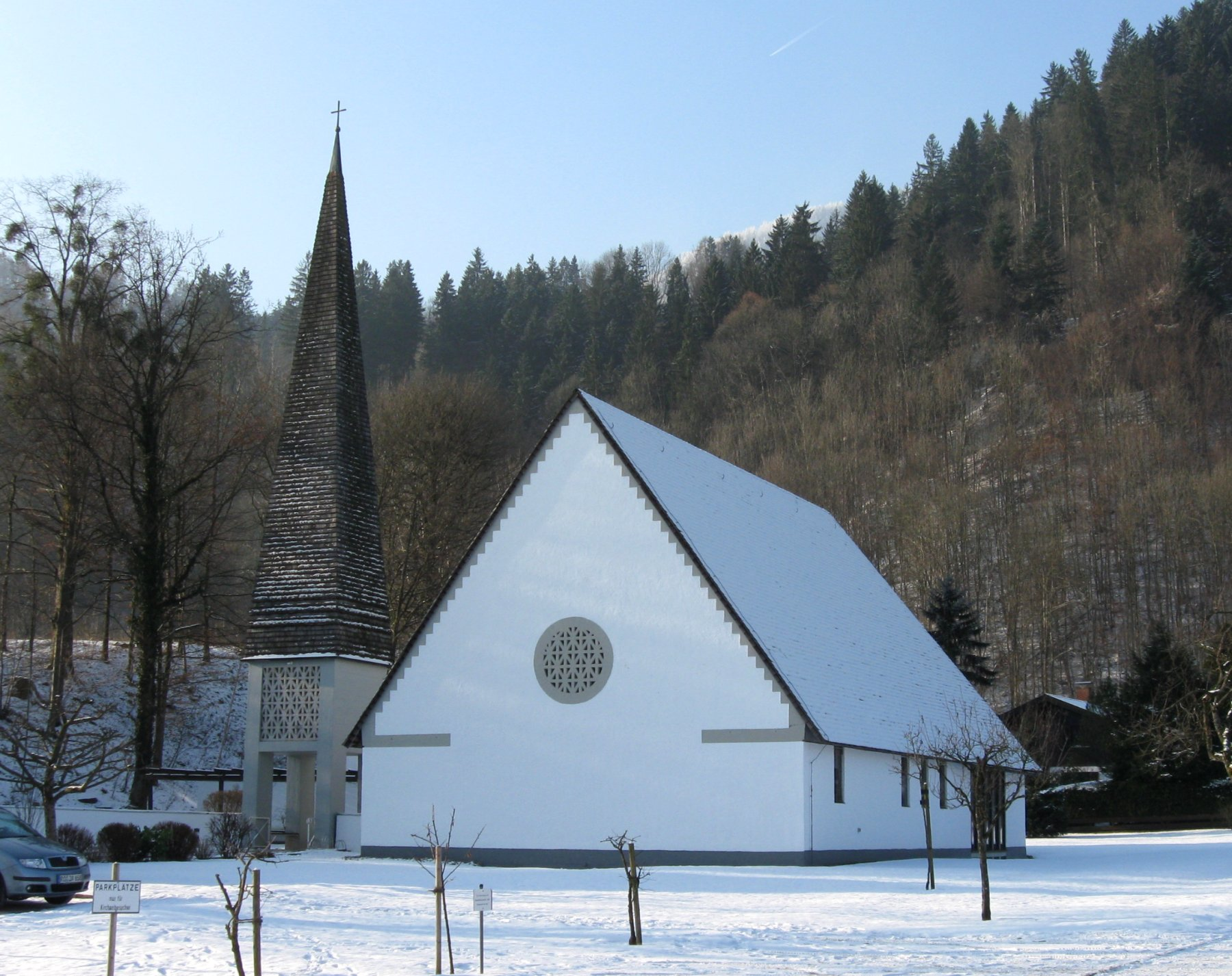
Auferstehungskirche in Oberaudorf (Foto 2009)

Franz Lichtblau (* 23. Februar 1928 in Bad Tölz; † 25. November 2019 in München) war ein deutscher Architekt, der insbesondere im evangelischen Kirchenbau hervorgetreten ist.

## Leben
Lichtblau studierte nach dem Abitur 1946 und nach einer Lehre als Zimmermann bei Egon Eiermann an der Technischen Hochschule Karlsruhe sowie bei Robert Vorhoelzer, Martin Elsaesser, Hermann Leitenstorfer und Hans Döllgast an der Technischen Hochschule München.
1956 nahm er an einem Wettbewerb für die evangelische Kirche in Oberaudorf am Inn teil, den er gewann. Nachfolgend errichtete er eine Reihe von evangelischen Kirchen in Oberbayern und ab 1962 auch in Würzburg, Coburg, Erlangen, Augsburg, Bamberg und Kempten. Daneben nahm er zahlreiche denkmalpflegerische Renovierungen in Nördlingen, Memmingen, Lindau, Schweinfurt und Amberg vor. In Partnerschaft mit Ludwig J. N. Bauer (1929–2003) entstanden außerdem Sozialbauten, Kindergärten, Schülerheime, Behinderteneinrichtungen, Alten- und Pflegeheime, Wohnbauten, Stadterweiterungen sowie Industrie- und Gewerbebauten.
Lichtblau arbeitete vielfach mit dem Kirchenmaler Hubert Distler zusammen.
Neben dem früh verstorbenen Olaf Andreas Gulbransson, Gustav Gsaenger und Reinhard Riemerschmid hat Lichtblau den evangelischen Kirchenbau in Bayern in der zweiten Hälfte des 20. Jahrhunderts maßgeblich geprägt. Viele der Kirchen, die Lichtblau schuf, sind über einem mehreckigen Grundriss errichtet. Die meisten haben einen freistehenden Turm.

## Bauten

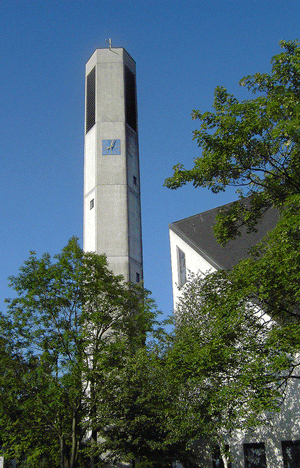
Immanuelkirche in München (Foto 2004)

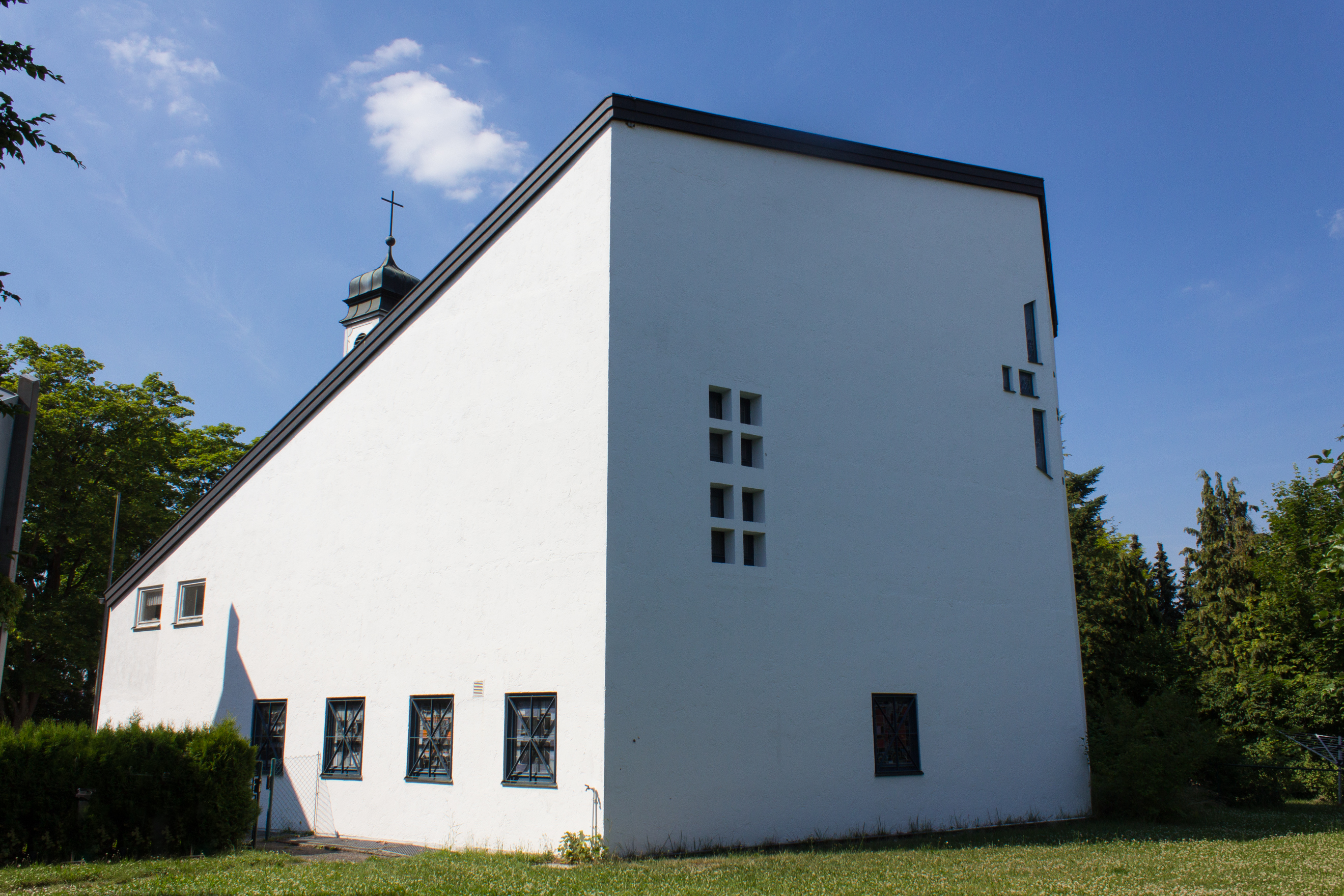
Außenansicht der Ostseite der Evangelischen Versöhnungskirche Neunburg vorm Wald

- 1957–1958: Evangelische Auferstehungskirche in Oberaudorf (Denkmalschutz 1999)
- 1960: Petruskirche, Geretsried[1]
- 1961: Michaelskapelle, Dietramszell
- 1962: Auferstehungskirche in der Gartenstadt Keesburg, Würzburg
- 1963: Zachäuskirche, Sauerlach
- 1963: Friedenskirche, Hunderdorf
- 1963–1964: Johanneskirche, Alterlangen,
- 1964: Emmauskirche, München
- 1964: Philippuskirche, München
- 1965: Evangelische Ewigkeitskirche, Übersee (Chiemgau) (siebeneckiger Grundriss)
- 1965–1966: Immanuelkirche, München
- 1965: Erweiterung der Evang.-Luth. Friedenskirche, Waldmünchen
- 1966–1967: Evang.-Luth. St.-Andreaskirche, Augsburg, Herrenbach
- 1966–1968: Erweiterung der evangelisch-lutherischen Versöhnungskirche, Neunburg vorm Wald
- 1970: Umgestaltung der Johanneskirche, Bad Tölz
- 1970: Versöhnungskirche, Geretsried[2], 2023 entwidmet[3]
- 1972: Erweiterung der Auferstehungskirche um Gemeindesaal und Pfarrhaus von Olaf Andreas Gulbransson, Neufahrn mit Ludwig Bauer
- 1974: Neues Chorzentrum für den Windsbacher Knabenchor (Wettbewerb)
- 1976: Pfennigparade in München-Schwabing (Bauabschnitt 3: Behinderten- und Personalwohnungen, Gewerbetrakt)
- 1985: Cantate Kirche, in Kirchheim bei München
- 1989: Umbau der Max-Kaserne in 50 Sozialwohnungen (Lindau/Insel)
- 1998: Segenskirche, Holzkirchen (mit Ludwig Bauer)[4]
- 2004–2005: Immanuelkirche, Diedorf
- Umbau und Erweiterung von Sozialheimen der Rummelsberger Anstalten (Schloss Ditterswind u. a.)